# John de Lancie (musicien)
Pour l’article homonyme, voir John de Lancie.
John de Lancie (1921-2002) est un hautboïste américain. Parlant français couramment (marié à une Française), son fils est l'acteur-producteur homonyme John de Lancie.

## Biographie
Né le 26 juillet 1921 à Berkeley en Californie, John de Lancie fait ses études musicales avec Marcel Tabuteau au Curtis Institute de Philadelphie, où il obtient son diplôme en 1940,.
Il est hautbois solo de l'Orchestre symphonique de Pittsburgh et joue dans le Robin Hood Dell Orchestra de Philadelphie.
Durant la Seconde Guerre mondiale, John de Lancie passe trois ans en Europe au sein de l'Armée américaine. Dans les derniers jours du conflit, âgé de 24 ans, au service de la CIA (recherche des agents Nazis en Bavière), John de Lancie rencontre Richard Strauss. À 81 ans, le compositeur écrira « à sa demande » l'une des plus belles œuvres jamais composées pour le hautbois, son Concerto pour hautbois en ré majeur.
À compter de 1946, de Lancie est membre de l'Orchestre de Philadelphie, dont il devient hautbois solo en 1954, succédant à son maître Marcel Tabuteau.
Comme pédagogue, il enseigne à partir de 1954 au Curtis Institute, dont il assure la direction entre 1977 et 1985,.
Comme chambriste, il est membre du Quintette à vent de Philadelphie.
Comme interprète, il est le commanditaire de L'horloge de Flore pour hautbois et orchestre de chambre de Jean Françaix et du Concerto pour hautbois de Benjamin Lees,.
John de Lancie meurt le 17 mai 2002 à Walnut Creek en Californie,.